# Статиба (Паневежис)
Футбольний клуб «Статиба» Паневежис (лит. Futbolo klubas Panevėžio Statyba) — колишній литовський та радянський футбольний клуб з Паневежиса, що існував у 1935—1977 роках.

## Історія назв
- 1935 – «МСК» Паневежис
- 1946 – «Локомотивас» Паневежис
- 1947 – «Жальгіріс» Паневежис
- 1954 – «МСК (Майстас)» Паневежис
- 1962 – «Статиба» Паневежис.

## Досягнення
- А-ліга/Чемпіонат Литовської РСР
  - Чемпіон (2): 1962–1963, 1968
  - Срібний призер (3): 1942, 1942–1943, 1964
  - Бронзовий призер (3): 1946, 1956, 1965
- Кубок Литви
  - Фіналіст (3): 1957, 1967, 1971.